# イウォーク物語
『イウォーク物語』（原題：Ewoks または Star Wars: Ewoks）は1985年から1987年までルーカスフィルムによって制作されたスター・ウォーズシリーズのスピンオフテレビシリーズである。

## 概要
『イウォーク物語』は、スター・ウォーズシリーズに組み込まれたアニメーションTVシリーズである。
このシリーズは『スター・ウォーズ エピソード6/ジェダイの帰還』に登場したイウォークのキャラクターたちに焦点が当てられている。ルーカスフィルムに代わってネルヴァーナが制作したイウォーク物語は、1985年から1986年にかけてABCによって放映された。
シーズン1は単に「イウォーク」として紹介されている。

## 時系列
『イウォーク物語』はエンドアの戦いの直前、すなわち『スター・ウォーズ エピソード6/ジェダイの帰還』の前の時代におけため、『スター・ウォーズ エピソード5/帝国の逆襲』と『スター・ウォーズ エピソード6/ジェダイの帰還』の間のストーリーとなっている。
森林衛星エンドアでのウィケット・W・ウォリックとその友人たちの冒険談となっている。
スター・ウォーズシリーズを通しての主要な悪役は、部族の呪い師「ログレイ」に私恨を抱くタルガーの魔女、モラーグである。また、イウォークの近縁種にあたるライバル種族、デュロックも登場する。

## 声の出演

### メイン
- ウィケット - 頓宮恭子[2]（VHS吹き替え版） / 永澤菜教（DVD吹き替え版） / ジム・ヘンショー→デニー・デルク（原語版）
- ティーボ - 鈴木富子（VHS吹き替え版） / 喜田あゆ美（DVD吹き替え版） / エリック・ピーターソン→ジェームズ・クランナ（原語版）
- ニーサ - 富沢美智恵（VHS吹き替え版） / 梅田貴公美（DVD吹き替え版） / クリー・サマー→ジャンヌ・レイノルズ（原語版）
- ラターラ[3] - 横沢啓子（VHS吹き替え版） / 葛谷知花（DVD吹き替え版） / タボラ・ジョンソン→スー・マーフィー（原語版）
- マラーニ[4] - 千原江理子（VHS吹き替え版） / 福圓美里（DVD吹き替え版） / アリソン・コート（原語版）
- パプルー - 大竹宏（VHS吹き替え版） / 島田敏[5]（DVD吹き替え版） / ポール・チャトー（原語版）
- チャーパ - 矢田稔（VHS吹き替え版） / 緒方賢一（DVD吹き替え版） / ジョージ・バザ→リック・チミノ（原語版）
- ログレイ - 大塚周夫（VHS吹き替え版） / 西川幾雄（DVD吹き替え版） / ダグ・チェンバレン（原語版）

### イウォーク
- ボジー - 江森浩子（VHS吹き替え版） / 高乃麗（DVD吹き替え版） / パム・ハイアット（原語版）
- ウィドル[6] - 富山敬（VHS吹き替え版） / 金丸淳一（DVD吹き替え版） / ジョン・ストッカー（原語版）
- ウィーチー - 八奈見乗児（VHS吹き替え版） / 掛川裕彦（DVD吹き替え版） / グレッグ・スワンソン（原語版）
- ディージ - あずさ欣平（VHS吹き替え版） / 堀内賢雄（DVD吹き替え版） / リチャード・ドーナット（原語版）
- ショードゥ - 不明（VHS吹き替え版） / 勝生真沙子（DVD吹き替え版） / ノニー・グリフィン（原語版）
- ワイリー - 不明（VHS吹き替え版） / 福圓美里（DVD吹き替え版） / マイケル・ファンティーニ（原語版）
- ニペット - 不明（VHS吹き替え版） / 水樹奈々（DVD吹き替え版） / リーン・コッペン（原語版）

### デュロック
- ゴルニーシュ[7] - 千葉耕市（VHS吹き替え版） / 青森伸（DVD吹き替え版） / ダン・ヘネシー（原語版）
- アーガー[8]  - 鈴木れい子（VHS吹き替え版、DVD吹き替え版） / メレニー・ブラウン（原語版）
- アムウォック[9] - 広中雅志（VHS吹き替え版） / 長島雄一（DVD吹き替え版） / ドン・フランクス（原語版）
- ゴルニーシュの部下 - 不明（VHS吹き替え版）/ 渡部猛・堀内賢雄・千田光男・梅津秀行・高宮俊介・屋良有作・北村弘一・森功至・高木渉・後藤敦（DVD吹き替え版） / 不明（原語版）

### ゲスト
- モラーグ[10] - 鈴木れい子（VHS吹き替え版） / 真山亜子（DVD吹き替え版） / ジャッキー・バロウズ（原語版）
- カインク - 不明（VHS吹き替え版） / 勝生真沙子（DVD吹き替え版） / ポーリーン・レニー（原語版）
- チュカ・トロック - 不明（VHS吹き替え版） / 西村知道（DVD吹き替え版） / ドン・マクマナス（原語版）
- マーグーブ - 不明（VHS吹き替え版） / 後藤敦（DVD吹き替え版） / エリック・ピーターソン（原語版）
- アーファム - 不明（VHS吹き替え版） / 西川幾雄（DVD吹き替え版） / アンソニー・パー（原語版）
- ムリング - 不明（VHS吹き替え版） / 真山亜子（DVD吹き替え版） / ロン・ジェームス（原語版）
- アーシャ[11] - 不明（VHS吹き替え版） / 水樹奈々（DVD吹き替え版） / タバサ・セント・ジェルマン（原語版）
- ボンドー - 不明（VHS吹き替え版） / 西村知道（DVD吹き替え版） / ドン・マクマナス（原語版）
- ザット - 原語のみ（VHS吹き替え版） / 堀内賢雄（DVD吹き替え版） / ジョー・マセソン（原語版）
- ドバー - 原語のみ（VHS吹き替え版） / 高乃麗（DVD吹き替え版） / ダイアン・エリザベス・マクミラン（原語版）
- ナーキー - 原語のみ（VHS吹き替え版） / 高木渉（DVD吹き替え版） / ジョージ・ブザ（原語版）
- フーム - 原語のみ（VHS吹き替え版） / 梅津秀行（DVD吹き替え版） / ジョン・ストッカー（原語版）

## エピソード

### シーズン1
| 話数 | サブタイトル (VHS版) | サブタイトル (DVD版) | 原題                    | 演出                                            | 脚本                              | 放送日        |
| ---- | -------------------- | -------------------- | ----------------------- | ----------------------------------------------- | --------------------------------- | ------------- |
| 1    | ソウル・ツリーを救え | ウソはトラブルのもと | The Cries of the Trees  | ケン・スティーブンソン レイモンド・ジェフェリス | ポール・ディーニ                  | 1985年 9月7日 |
| 2    | 太陽の実             | 石けん大騒動         | The Haunted Village     | ケン・スティーブンソン レイモンド・ジェフェリス | ポール・ディーニ                  | 9月14日       |
| 3    | 大きな迷子           | 大きな迷子           | Rampage of the Phlogs   | ケン・スティーブンソン レイモンド・ジェフェリス | ポール・ディーニ                  | 9月21日       |
| 4    | ディージを救え！     | パパが病気！         | To Save Deej            | ケン・スティーブンソン レイモンド・ジェフェリス | ボブ・キャロウ                    | 9月28日       |
| 5    | ラターラを捜せ       | ラタラの家出         | The Traveling Jindas    | ケン・スティーブンソン レイモンド・ジェフェリス | ボブ・キャロウ                    | 10月5日       |
| 6    | 光の木               | (なし)               | The Tree of Light       | ケン・スティーブンソン レイモンド・ジェフェリス | ボブ・キャロウ                    | 10月12日      |
| 7    | ジンダ族の呪い       | (なし)               | The Curse of the Jindas | ケン・スティーブンソン レイモンド・ジェフェリス | ボブ・キャロウ                    | 10月19日      |
| 8    | ガピン族の謎         | (なし)               | The Land of the Gupins  | ケン・スティーブンソン レイモンド・ジェフェリス | ボブ・キャロウ                    | 10月26日      |
| 9    | シャドー・ストーン   | シャドー・ストーン   | Sunstar vs. Shadowstone | ケン・スティーブンソン レイモンド・ジェフェリス | ポール・ディーニ                  | 11月2日       |
| 10   | ウィケットの戦車     | ウィケットの戦車     | Wicket's Wagon          | ケン・スティーブンソン レイモンド・ジェフェリス | ポール・ディーニ                  | 11月9日       |
| 11   | (なし)               | (なし)               | The Three Lessons       | ケン・スティーブンソン レイモンド・ジェフェリス | ボブ・キャロウ                    | 11月16日      |
| 12   | 秋祭り               | (なし)               | Blue Harvest            | ケン・スティーブンソン レイモンド・ジェフェリス | ポール・ディーニ サム・ウィルソン | 11月23日      |
| 13   | アーシャねえさん     | アシャねえさん       | Asha                    | ケン・スティーブンソン レイモンド・ジェフェリス | ポール・ディーニ                  | 11月30日      |

### シーズン2
| 話数 | 通算話数 | サブタイトル (VHS版)     | 原題                          | 演出                                    | 脚本                          | 放送日         |
| ---- | -------- | ------------------------ | ----------------------------- | --------------------------------------- | ----------------------------- | -------------- |
| 1    | 14       | 魔法のマント             | The Crystal Cloak             | ケン・スティーブンソン デール・スコット | ポール・ディーニ              | 1986年 9月13日 |
| 1    | 14       | 願いのかなう花           | The Wish Plant                | ケン・スティーブンソン デール・スコット | ボブ・キャロウ                | 1986年 9月13日 |
| 2    | 15       | ウィケットの家出         | Home Is Where the Shrieks Are | ケン・スティーブンソン デール・スコット | ボブ・キャロウ                | 9月20日        |
| 2    | 15       | プリンセス・ラターラ     | Princess Latara               | ケン・スティーブンソン デール・スコット | ポール・ディーニ              | 9月20日        |
| 3    | 16       | 森の魔物レイチ退治       | The Raich                     | ケン・スティーブンソン デール・スコット | マイケル・リーヴス            | 9月27日        |
| 4    | 17       | 不思議なトーテム・ボール | The Totem Master              | ケン・スティーブンソン デール・スコット | ボブ・キャロウ                | 10月4日        |
| 4    | 17       | ママへの贈り物           | A Gift for Shodu              | ケン・スティーブンソン デール・スコット | ポール・ディーニ              | 10月4日        |
| 5    | 18       | 闇の精・悪魔の襲来       | Night of the Stranger         | ケン・スティーブンソン デール・スコット | ポール・ディーニ              | 10月11日       |
| 6    | 19       | 勇気のお守り             | Gone with the Mimphs          | ケン・スティーブンソン デール・スコット | リンダ・ウールバートン        | 10月18日       |
| 6    | 19       | 良い魔法、悪い魔法       | The First Apprentice          | ケン・スティーブンソン デール・スコット | ポール・ディーニ              | 10月18日       |
| 7    | 20       | セールスマンはむずかしい | Hard Sell                     | ケン・スティーブンソン デール・スコット | マイケル・リーヴス            | 10月25日       |
| 7    | 20       | がんばれティーボ         | A Warrior and a Lurdo         | ケン・スティーブンソン デール・スコット | マイケル・ダビル              | 10月25日       |
| 8    | 21       | 凍ったエンドア星         | The Season Scepter            | ケン・スティーブンソン デール・スコット | ボブ・キャロウ                | 11月1日        |
| 9    | 22       | (なし)                   | Prow Beaten                   | ケン・スティーブンソン デール・スコット | ボブ・キャロウ                | 11月8日        |
| 9    | 22       | (なし)                   | Baga's Rival                  | ケン・スティーブンソン デール・スコット | リンダ・ウールバートン        | 11月8日        |
| 10   | 23       | "こわい夢"吸い取り器     | Horville's Hut of Horrors     | ケン・スティーブンソン デール・スコット | ポール・ディーニ              | 11月15日       |
| 10   | 23       | ラターラの宝物           | The Tragic Flute              | ケン・スティーブンソン デール・スコット | ボブ・キャロウ                | 11月15日       |
| 11   | 24       | みんなの夢               | Just My Luck                  | ケン・スティーブンソン デール・スコット | マイケル・ダビル              | 11月22日       |
| 11   | 24       | 意地悪ノーキー君         | Bringing Up Norky             | ケン・スティーブンソン デール・スコット | ボブ・キャロウ アール・クレス | 11月22日       |
| 12   | 25       | 秘宝”太陽の星”を守れ！   | Battle for the Sunstar        | ケン・スティーブンソン デール・スコット | ポール・ディーニ              | 12月6日        |
| 13   | 26       | イウォークのパーティー   | Party Ewok                    | ケン・スティーブンソン デール・スコット | ボブ・キャロウ                | 12月13日       |
| 13   | 26       | ドキドキマラーニ         | Malani the Warrior            | ケン・スティーブンソン デール・スコット | スティーブン・ラングフォード  | 12月13日       |

## ソフト化・配信
VHS
1997年にCBS-FOXから全6巻のVHSが発売。収録内容は、アメリカで発売された「Ewoks 1: Morag's Revenge」、「Ewoks 2: The Gupins and the Jindas」、「Ewoks 3: Wicket the Hero」、「Ewoks 4: Wicket's Adventurers as He Becomes a Warrior」、「Ewoks 5: Wickett's Adventurers」、「Ewoks 6: Battle for the Planet Endor」と同じである。
- イウォーク物語1（品番:CFX-5335）

収録内容：「太陽の実（The Haunted Village）」「ソウル・ツリーを救え（The Cries of the Trees）」「大きな迷子（Rampage of the Phlogs）」「シャドー・ストーン（Sunstar vs. Shadowstone）」
- イウォーク物語2（品番:CFX-5336）

収録内容：「ディージを救え！（To Save Deej）」「ガピン族の謎（The Land of the Gupins）」「ラターラを捜せ（The Traveling Jindas）」「ジンダ族の呪い（The Curse of the Jindas）」
- イウォーク物語3（品番:CFX-5337）

収録内容：「ウィケットの戦車（Wicket's Wagon）」「光の木（The Tree of Light）」「秋祭り（Blue Harvest）」「アーシャ姉さん（Asha）」
- イウォーク物語4（品番:CFX-5338）

収録内容：「魔法のマント（The Crystal Cloak）」「願いのかなう花（The Wish Plant）」「不思議なトーテム・ボール（The Totem Master）」「ママへの贈り物（A Gift for Shodu）」「"こわい夢"吸い取り器（Horville's Hut of Horrors）」「ラターラの宝物（The Tragic Flute）」「みんなの夢（Just My Luck）」「意地悪ノーキー君（Bringing Up Norky）」
- イウォーク物語5（品番:CFX-5339）

収録内容：「ウィケットの家出（Home Is Where the Shrieks Are）」「プリンセス・ラターラ（Princess Latara）」「勇気のお守り（Gone with the Mimphs）」「良い魔法、悪い魔法（The First Apprentice）」「イウォークのパーティー（Party Ewok）」「ドキドキマラーニ（Malani the Warrior）」「セールスマンはむずかしい（Hard Sell）」「がんばれティーボ（A Warrior and a Lurdo）」
- イウォーク物語6（品番:CFX-5340）

収録内容：「森の魔物レイチ退治（The Raich）」「闇の精・悪魔の襲来（Night of the Stranger）」「凍ったエンドア星（The Season Scepter）」「秘宝”太陽の星”を守れ！（Battle for the Sunstar）」
DVD
2005年5月27日に20世紀フォックスからDVDが発売（品番 - FXBA-29374）。テレビ版エピソードから再編集したOVA版となっている。
収録内容 - 「イウォーク村の災難（The Haunted Village）：『石けん大騒動（The Haunted Village）』『ウソはトラブルのもと（The Cries of the Trees）』『大きな迷子（Rampage of the Phlogs）』『シャドー・ストーン（Sunstar vs. Shadowstone"）』」
収録内容 - 「エンドアの森の物語（Tales from the Endor Woods）：『ウィケットの戦車（Wicket's Wagon）』『ラタラの家出（The Traveling Jindas）』『パパが病気！（To Save Deej）』『アシャねえさん（Asha）』」
配信
アメリカでは2021年4月2日からDisney+で配信されている。日本では配信されていない。